# Comuna Ostriikî, Bila Țerkva
Ostriikî (în ucraineană Острійки) este o comună în raionul Bila Țerkva, regiunea Kiev, Ucraina, formată din satele Bloșciînți și Ostriikî (reședința).

## Demografie
Componența lingvistică a comunei Ostriikî
     Ucraineană (96,79%)
     Rusă (2,94%)
     Alte limbi (0,21%)
Conform recensământului din 2001, majoritatea populației comunei Ostriikî era vorbitoare de ucraineană (96,79%), existând în minoritate și vorbitori de rusă (2,94%).